# József Wágner
József Wagner (ur. 16 stycznia 1961 w Devecser) – węgierski judoka. Olimpijczyk z Barcelony 1992, gdzie zajął piąte miejsce w wadze ekstralekkiej.
Piąty na mistrzostwach świata w 1989; uczestnik zawodów w 1991 i 1993. Startował w Pucharze Świata w latach 1990-1993. Brązowy medalista mistrzostw Europy w 1991; piąty w 1989 roku.

## Letnie Igrzyska Olimpijskie 1992
| Konkurencja | Eliminacje               | Repasaże              | Repasaże                 | Repasaże                    | Finały                    | Klas. końcowa |
| Konkurencja | Przeciwnik I             | Przeciwnik I          | Przeciwnik II            | Przeciwnik III              | o 3 miejsce               | Miejsce       |
| ----------- | ------------------------ | --------------------- | ------------------------ | --------------------------- | ------------------------- | ------------- |
| 60 kg       | Tadanori Koshino (JPN) P | Chen Cailiang (CHN) Z | Manfred Hiptmair (AUT) Z | Daszgombyn Battulga (MGL) Z | Richard Trautmann (GER) P | 5.            |